# Віллафранкський ярус
Віллафранкський ярус (серія), (рос.виллафранкский ярус (серия), англ. Villafranchian n, нім. Villafrancium n, Villafranca-Stufe f) — континентальні відклади, нижня частина яких належить до пліоцену, а середня і верхня — до четвертинної системи.
Назва походить від серії відкладів у околиці італійської комуни Віллафранка д'Асті (Villafranca d'Asti) поблизу Турину.
Вперше виділений Лоренцо Парето в 1865 р. у його статті Sur les subdivisions que l'on pourrait établier dans les terrains tertiairesde l'Appennin septentrional.
Охоплює проміжок часу від 3,5 млн до 800 тис. років тому.
Морський аналог середньої і верхньої частини В.я. — калабрійський ярус.